# Худадад-хан Дунбули
Худадад-хан Дунбули (азерб. Xudadad xan Dünbili), (1763—1788) — хан Тебриза (1784—1788).

## Биография
Худадад-хан родился около 1763 года в курдской семье. Отец его Наджаф-кули происходил из рода Гаджибейлу курдского племени Дунбули.
Худадад-хан встал во главе Тебризское ханство в 1784 году после смерти своего отца Наджаф-кули-хана. Приступив к правлению, он решил укрепить власть тебризского ханского рода, которая пошатнулась в результате относительного зависимого положения ханства от
Урмийского ханства. Эта зависимость особенно проявлялась во время частых нападений соседей на территорию Тебризского ханства, правители которого в силу слабости страны не могли одолеть противника и прибегали к помощи более сильного близкого соседа — Хойское ханство.
В первую очередь он устранил всех своих родственников, которые могли бы каким-то образом помешать ему в государственных делах. Младшие братья его вынуждены были найти убежище за пределами ханства.
В начале 1785 года войска Сарабское ханство окружил Тебризскую крепость. В том году посольство Тебризского ханства обратилось к урмийскому хану с просьбой о покровительстве. Урмийские войска, направленные в помощь Худадад-хану, оставались здесь до 1786 года. Получив известие об этом, Ахмед-хан Дунбули со своим войском выдвигается на помощь к своим двоюродным братьям.
В середине 1786 года Сарабский хан Садых-хан Шегаги осадил Тебризскую крепость. С просьбой о помощи к Урмии Худадад-хан обращался ещё раз. Худадад-хан направил к Урмийское ханство делегацию во главе с Ага Али Мухаммед-таджирбаши с просьбой о помощи. Мухаммед Кули-хан Афшар, и совместно с ним выступили против Садых-хана, взявшего Тебризу. В сражении, произошедшем в местности Аджи-чай Садых-хан Шегаги был разгромлен. Садых-хан с остатками войска бежал в Сараб.
В 1788 году Худадад-хан ввязался в тяжелую войну с сарабцами на территории современного Восточного Азербайджана, и не смог одержать решительной победы.
Несколько сот попали в плен вместе с ним и братья хана перешли на сторону врага.
В конечном итоге эти неудачи способствовали его поражению и гибели в июне 1788 года. После его смерти на Тебризский престол взошёл его сын Наджаф Кули хан.